# 朱克融
朱克融（？—826年），幽州（今北京）人。唐末軍閥。
朱滔之孫。少年是幽州小校，事奉幽薊節度使劉總，为都知兵马使时，隨劉總至长安。
宰相崔植、杜元颖不知兵，以张弘靖接替刘总任幽薊節度使，而在长安的朱克融等即使每日在中书省向二宰相相求也不能被授予官职或俸禄，连衣食都要借贷。张弘靖到任后又召回朱克融等，朱克融等怀怨。幽薊军士当年即兵变，推朱洄为留后，朱洄以年老辭位，推荐其子朱克融繼位。朱克融囚禁张弘靖，占据幽冀，与王廷凑互通有無。
宝历二年（826年），唐敬宗派宦官出使幽州，赐朱克融春衣。朱克融以為春衣质地粗劣，扣留宦官，要求朝廷拨出三十万匹布给他们做衣服。朝廷不願生事，一一妥協。朱克融又上言：“闻陛下东幸雒，愿率匠丁五千助营宫室，迎乘舆，且请帛三十万，备一岁费。”
宝历二年（826年），五月，幽州将士不满朱克融暴政，杀朱克融及其长子朱延龄，另立其次子也是幼子朱延嗣为节度使，不久后者也為大將李再义所殺，家族三百余人被灭。

## 延伸阅读
[在维基数据编辑]
 《舊唐書/卷180》，出自刘昫《舊唐書》
 《新唐書·卷212》，出自《新唐書》